# Dubai Tennis Championships 2013
Dubai Tennis Championships 2013 byl společný tenisový turnaj mužského okruhu ATP World Tour a ženského okruhu WTA Tour, hraný v areálu Aviation Club Tennis Centre na otevřených dvorcích s tvrdým povrchem. Konal se v Dubaji ve Spojených arabských emirátech jako 21. ročník mužského a 13. ročník ženského turnaje.
Mužská polovina se řadila do kategorie ATP World Tour 500 a probíhala mezi 25. únorem až 2. březnem 2013. Její dotace činila 2 413 300 amerických dolarů. Ženská část s rozpočtem 2 000 000 dolarů byla součástí WTA Premier Tournaments a odehrávala se v rozmezí 18. až 23. února 2013.

## Distribuce bodů a finančních odměn

### Distribuce bodů
| Soutěž       | Vítězové | F   | SF  | ČF  | 16 v kole | 32 v kole | 64 v kole | Q  | Q3 | Q2 | Q1 |
| ------------ | -------- | --- | --- | --- | --------- | --------- | --------- | -- | -- | -- | -- |
| dvouhra mužů | 500      | 300 | 180 | 90  | 45        | 0         | 20        | 10 | 0  |    |    |
| čtyřhra mužů | 500      | 300 | 180 | 90  | 0         |           |           |    |    |    |    |
| dvouhra žen  | 470      | 320 | 200 | 120 | 60        | 1         | 20        | 12 | 8  | 1  |    |
| čtyřhra žen  | 470      | 320 | 200 | 120 | 1         |           |           |    |    |    |    |

### Finanční odměny
| Soutěž         | Vítězové | F        | SF       | ČF      | 16 v kole | 32 v kole | 64 v kole | Q3     | Q2     | Q1 |
| -------------- | -------- | -------- | -------- | ------- | --------- | --------- | --------- | ------ | ------ | -- |
| dvouhra mužů   | $429 600 | $193 700 | $91 750  | $44 275 | $22 575   | $12 415   | $1 400    | $770   |        |    |
| čtyřhra mužů * | $126 900 | $57 300  | $27 000  | $13 050 | $6 700    |           |           |        |        |    |
| dvouhra žen    | $442 198 | $240 644 | $128 910 | $33 225 | $18 382   | $10 183   | $5 005    | $2 727 | $1 726 |    |
| čtyřhra žen *  | $69 039  | $36 376  | $18 640  | $9 320  | $4 850    |           |           |        |        |    |

* na pár

## Dvouhra mužů

### Nasazení
| Stát      | Hráč                  | ATP1) | Nasazení |
| --------- | --------------------- | ----- | -------- |
| Srbsko    | Novak Djoković        | 1.    | 1.       |
| Švýcarsko | Roger Federer         | 2.    | 2.       |
| Česko     | Tomáš Berdych         | 6.    | 3.       |
| Argentina | Juan Martín del Potro | 7.    | 4.       |
| Francie   | Jo-Wilfried Tsonga    | 8.    | 5.       |
| Srbsko    | Janko Tipsarević      | 9.    | 6.       |
| Itálie    | Andreas Seppi         | 19.   | 7.       |
| Rusko     | Michail Južnyj        | 32.   | 8.       |

- 1) Žebříček ATP k 18. únoru 2013.[3]

### Jiné formy účasti
Následující hráčí obdrželi divokou kartu do hlavní soutěže:
- Malek Džazírí
- Rajeev Ram
- Dmitrij Tursunov

Následující hráči postoupili z kvalifikace:
- Daniel Brands
- Igor Kunicyn
- Florent Serra
- Matteo Viola

### Odhlášení
- Philipp Kohlschreiber
- Radek Štěpánek

### Skrečování
- Bernard Tomic

## Mužská čtyřhra

### Nasazení
| Stát      | Hráč                | Stát       | Hráč              | ATP1 | Nasazení |
| --------- | ------------------- | ---------- | ----------------- | ---- | -------- |
| Španělsko | Marc López          | Španělsko  | Marcel Granollers | 8.   | 1.       |
| Pákistán  | Ajsám Kúreší        | Nizozemsko | Jean-Julien Rojer | 27.  | 2.       |
| Švédsko   | Robert Lindstedt    | Srbsko     | Nenad Zimonjić    | 29.  | 3.       |
| Polsko    | Mariusz Fyrstenberg | Polsko     | Marcin Matkowski  | 35.  | 4.       |

- 1 Žebříček ATP k 18. únoru 2013; číslo je součtem umístění obou členů dvojice.

### Jiné formy účasti
Následující dvojice obdržely divokou kartu do hlavní soutěže:
- Omar Awadhy /  Hamad Abbas Janahi
- Novak Djoković /  Marko Djoković

## Ženská dvouhra

### Nasazení
| Stát          | Hráčka              | WTA1) | Nasazení |
| ------------- | ------------------- | ----- | -------- |
| Bělorusko     | Viktoria Azarenková | 1.    | 1.       |
| Spojené státy | Serena Williamsová  | 2.    | 2.       |
| Polsko        | Agnieszka Radwańská | 4.    | 3.       |
| Německo       | Angelique Kerberová | 6.    | 4.       |
| Itálie        | Sara Erraniová      | 7.    | 5.       |
| Česko         | Petra Kvitová       | 8.    | 6.       |
| Austrálie     | Samantha Stosurová  | 9.    | 7.       |
| Dánsko        | Caroline Wozniacká  | 10.   | 8.       |

- 1) Žebříček WTA k 11. únoru 2013.

### Jiné formy účasti
Následující hráčky obdržely divokou kartu do hlavní soutěže:
- Marion Bartoliová
- Julia Putincevová
- Laura Robsonová

Následující hráčky postoupily z kvalifikace:
- Daniela Hantuchová
- Světlana Kuzněcovová
- Urszula Radwańská
- Čeng Ťie
  -  Carla Suárezová Navarrová – jako šťastná poražená

### Odhlášení
- Viktoria Azarenková (poranění pravé nohy)
- Maria Kirilenková (poranění ramena)
- Li Na (poranění hlezna)
- Serena Williamsová (poranění bederní páteře)

## Ženská čtyřhra

### Nasazení
| Stát          | Hráčka                       | Stát          | Hráčka                | WTA1 | Nasazení |
| ------------- | ---------------------------- | ------------- | --------------------- | ---- | -------- |
| Rusko         | Jekatěrina Makarovová        | Rusko         | Jelena Vesninová      | 19.  | 1.       |
| Rusko         | Naděžda Petrovová            | Slovinsko     | Katarina Srebotniková | 20.  | 2.       |
| Spojené státy | Raquel Kopsová-Jonesová      | Spojené státy | Abigail Spearsová     | 27.  | 3.       |
| Španělsko     | Nuria Llagosteraová Vivesová | Čína          | Čeng Ťie              | 29.  | 4.       |
| Tchaj-wan     | Sie Šu-wej                   | Spojené státy | Liezel Huberová       | 32.  | 5.       |

- 1 Žebříček WTA k 11. únoru 2013; číslo je součtem umístění obou členek dvojice.

### Jiné formy účasti
Následující páry obdržely divokou kartu do hlavní soutěže:
- Fatma Al Nabhaniová /  Alicja Rosolská
- Julia Görgesová /  Angelique Kerberová
- Lisa Raymondová /  Samantha Stosurová

Následující pár nastoupil do hlavní soutěže z pozice náhradníka:
- Věra Duševinová /  Klára Zakopalová

### Odhlášení
- Jelena Vesninová (viróza)

### Skrečování
- Květa Peschkeová

## Přehled finále

### Mužská dvouhra
- Novak Djoković vs.  Tomáš Berdych 7–5, 6–3

Novak Djoković získal třicátý šestý singlový titul kariéry.

### Ženská dvouhra
- Petra Kvitová vs.  Sara Erraniová, 6–2, 1–6, 6–1

Petra Kvitová získala první titul sezóny a desátý kariéry.

### Mužská čtyřhra
- Mahesh Bhupathi /  Michaël Llodra vs.  Robert Lindstedt /  Nenad Zimonjić, 7–66, 7–66

Mahesh Bhupathi deblový titul obhájil z roku 2012.

### Ženská čtyřhra
- Bethanie Matteková-Sandsová /  Sania Mirzaová vs.  Naděžda Petrovová /  Katarina Srebotniková, 6–4, 2–6, [10–7]